# Sieglos
Sieglos ist ein Ortsteil der Gemeinde Hauneck im osthessischen Landkreis Hersfeld-Rotenburg.

## Geschichte

### Ortsgeschichte
Bekanntermaßen erstmals erwähnt wurde das Dorf im Jahre 1265 in einer Urkunde des Gerichtes von Hersfeld, und zwar mit dem Ortsnamen Sickeles. Später Erwähnungen erfolgten unter 1390 unter dem Ortsnamen Sigklos, Sigkelins im Jahr 1399, Siglis 1488 und Sickles im Zeitraum 1708/10. Der Ort lag im buchenauischen Amt Schildschlag, welches zur Abtei Hersfeld und ab 1648 zur Landgrafschaft Hessen gehörte.
Hessische Gebietsreform (1970–1977)
Im Zuge der Gebietsreform in Hessen entstand zum 31. Dezember 1971 die Gemeinde Hauneck durch den freiwilligen Zusammenschluss  der bis dahin selbständigen Gemeinden Oberhaun, Rotensee, Sieglos und Unterhaun.
Für die ehemals eigenständigen Gemeinden wurden Ortsbezirke mit Ortsbeirat und Ortsvorsteher nach der Hessischen Gemeindeordnung gebildet.

### Bevölkerung
Einwohnerstruktur 2011
Nach den Erhebungen des Zensus 2011 lebten am Stichtag dem 9. Mai 2011 in Sieglos 267 Einwohner. Darunter waren 9 (3,4 %) Ausländer.
Nach dem Lebensalter waren 45 Einwohner unter 18 Jahren, 99 waren zwischen 18 und 49, 66 zwischen 50 und 64 und 57 Einwohner waren älter.
Die Einwohner lebten in 108 Haushalten. Davon waren 24 Singlehaushalte, 27 Paare ohne Kinder und 45 Paare mit Kindern, sowie 12 Alleinerziehende und keine Wohngemeinschaften. In 21 Haushalten lebten ausschließlich Senioren und in 69 Haushaltungen leben keine Senioren.
Einwohnerentwicklung
- 1673: 6 Haushaltungen[7]
- 1747: 9  Haushaltungen[7]
- 1772: 10 Haushaltungen[7]

| Sieglos: Einwohnerzahlen von 1772 bis 2020 | Sieglos: Einwohnerzahlen von 1772 bis 2020 | Sieglos: Einwohnerzahlen von 1772 bis 2020 | Sieglos: Einwohnerzahlen von 1772 bis 2020 | Sieglos: Einwohnerzahlen von 1772 bis 2020 |
| --- | ------------------------------------------ | ------------------------------------------ | ------------------------------------------ | ------------------------------------------ |
| Jahr |                                            |                                            |                                            | Einwohner                                  |
| 1772 | 1772                                       |                                            | 57                                         | 57                                         |
| 1800 | 1800                                       |                                            | ?                                          | ?                                          |
| 1830 | 1830                                       |                                            | 129                                        | 129                                        |
| 1834 | 1834                                       |                                            | 140                                        | 140                                        |
| 1840 | 1840                                       |                                            | 156                                        | 156                                        |
| 1846 | 1846                                       |                                            | 175                                        | 175                                        |
| 1852 | 1852                                       |                                            | 163                                        | 163                                        |
| 1858 | 1858                                       |                                            | 151                                        | 151                                        |
| 1864 | 1864                                       |                                            | 177                                        | 177                                        |
| 1871 | 1871                                       |                                            | 145                                        | 145                                        |
| 1875 | 1875                                       |                                            | 149                                        | 149                                        |
| 1885 | 1885                                       |                                            | 179                                        | 179                                        |
| 1895 | 1895                                       |                                            | 195                                        | 195                                        |
| 1905 | 1905                                       |                                            | 219                                        | 219                                        |
| 1910 | 1910                                       |                                            | 232                                        | 232                                        |
| 1925 | 1925                                       |                                            | 229                                        | 229                                        |
| 1939 | 1939                                       |                                            | 239                                        | 239                                        |
| 1946 | 1946                                       |                                            | 322                                        | 322                                        |
| 1950 | 1950                                       |                                            | 313                                        | 313                                        |
| 1956 | 1956                                       |                                            | 290                                        | 290                                        |
| 1961 | 1961                                       |                                            | 259                                        | 259                                        |
| 1967 | 1967                                       |                                            | 296                                        | 296                                        |
| 1970 | 1970                                       |                                            | 263                                        | 263                                        |
| 1975 | 1975                                       |                                            | 254                                        | 254                                        |
| 1980 | 1980                                       |                                            | 259                                        | 259                                        |
| 1984 | 1984                                       |                                            | 268                                        | 268                                        |
| 1990 | 1990                                       |                                            | ?                                          | ?                                          |
| 2001 | 2001                                       |                                            | 332                                        | 332                                        |
| 2006 | 2006                                       |                                            | 292                                        | 292                                        |
| 2011 | 2011                                       |                                            | 267                                        | 267                                        |
| 2020 | 2020                                       |                                            | 261                                        | 261                                        |
| Datenquelle: Historisches Gemeindeverzeichnis für Hessen: Die Bevölkerung der Gemeinden 1834 bis 1967. Wiesbaden: Hessisches Statistisches Landesamt, 1968. Weitere Quellen: LAGIS; Zensus 2011; Gemeinde Hauneck |                                            |                                            |                                            |                                            |

Religionszugehörigkeit
| • 1885: | 177 evangelische (= 98,88 %), Zwei katholische (= 1,12 %) Einwohner |
| • 1961: | 246 evangelische (= 94,98 %), 10 katholische (= 3,86 %) Einwohner   |

## Religion
Sieglos gehört zum Kirchspiel Unterhaun.

## Verkehr
Westlich des Ortes verläuft die Bahnstrecke Bebra–Fulda. Die Landesstraße 3170 führt durch den Ort. Der öffentliche Personennahverkehr erfolgt durch die RKH Bus GmbH mit der Linie 365.